# Woronczyn
Woronczyn (ukr. Ворончин) – wieś na Ukrainie w rejonie rożyszczeńskim obwodu wołyńskiego.

## Opis
Własność książąt Woronieckich. Pod koniec XIX w. siedziba Ludwika Kropińskiego, generała brygady armii Księstwa Warszawskiego, poety, dramato- i powieściopisarza, którego żoną była Aniela Błędowska. Aleksander Błędowski do Woronczyna przekazał drzwi z wyrytymi psalmami króla Dawida oraz pozostałości elementów architektonicznych pałacu w Błudowie, takich jak: obramienia okien z ciosów kamiennych oraz aniołki i karnisze, gdzie stały się zdobieniami kaskady.
Z Woronczyna pochodzi Zbigniew Burzak (ur. w 1940), autor tomiku poetyckiego "Z Wołynia do Koszalina". 

## Urodzeni w Woronczynie
- Włodzimierz Czetwertyński-Światopełk – polski książę, powstaniec styczniowy, zesłaniec, radca Komitetu Towarzystwa Kredytowego Ziemskiego[5].